# Till the End of the Night
Till the End of the Night es una película estadounidense de drama de 1995, dirigida por Larry Brand, que a su vez la escribió, musicalizada por Mark Governor, en la fotografía estuvo Bernard Salzmann y los protagonistas son Scott Valentine, Katherine Kelly Lang y John Enos III, entre otros. El filme fue producido por Motion Picture Corporation of America (MPCA) y se estrenó el 9 de mayo de 1995.

## Sinopsis
John Davenport creyó que lo tenía todo, una linda casa, dos niños encantadores y Diana, la esposa ideal. Pero ella oculta un sombrío secreto. Ahora su violento exesposo aparece para atormentarlos.